# 야시마정 (아키타현)
야시마정(矢島町)은 아키타현 유리군에 설치되었던 정이다. 촌제에 의한 정으로서의 출범 이후 소멸까지는 한번도 합병하지 않았다.
2005년 3월 22일, 혼조시 및 다른 유리군 6정(이와키정, 오우치정, 유리정, 니시메정, 히가시유리정, 도리우미정)과 합병하여 유리혼조시가 되었다. 합병 후도 유리혼조시 야시마초로서 지명이 남아 있다.

## 역사
- 1888년 10월 - 12개촌을 합병해 야시마정이 되었다.
- 1889년 4월 1일 - 정제를 시행해 유리군 야시마정이 성립하였다.
- 2005년 3월 22일 - 주변 시정촌과 합병해 유리혼조시가 되어 소멸하였다.

## 교육
- 아키타 현립 야지마 고등학교
- 야지마 정립 야지마 중학교
- 야지마 정립 야지마 초등학교

## 교통

### 철도
- 유리 고원철도

### 도로
- 일반도로
  - 국도 108호선